# FM-transmitter

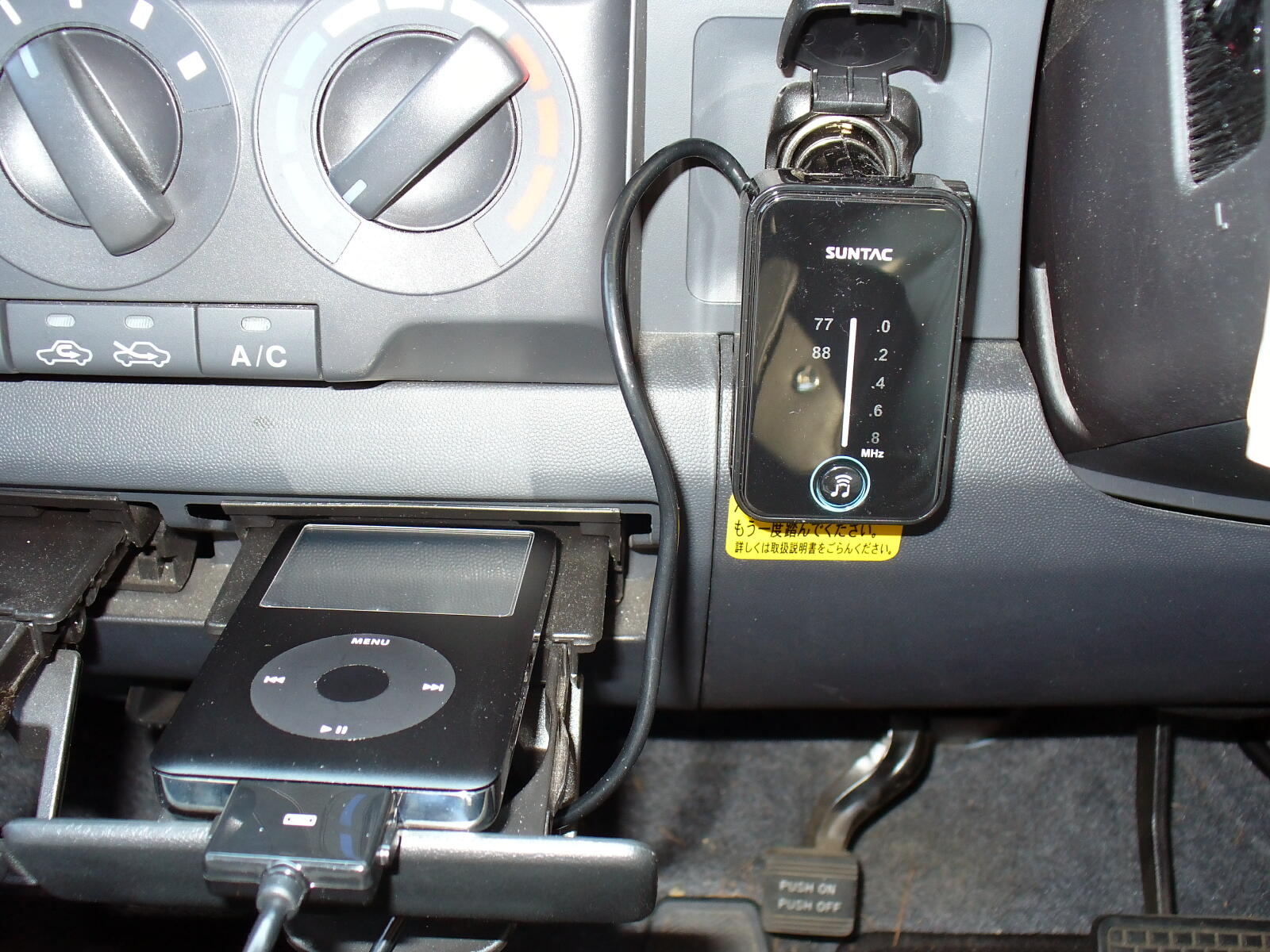
Een FM-transmitter die aangesloten is op een iPod.

Een FM-transmitter of FM-zender is een apparaatje dat inkomende signalen uitzendt op de FM-band. De te gebruiken frequentie kan de gebruiker zelf bepalen en eenvoudig instellen.
FM-transmitters zijn voornamelijk bedoeld om muziek van mp3-spelers, zoals de iPod, te beluisteren via een FM-ontvanger, zoals een autoradio. De FM-transmitter dient te worden aangesloten op de koptelefoon-aansluiting van de mp3-speler of een ander apparaat met een dergelijke aansluiting. Hierbij kan worden gedacht aan een game-console, draagbare dvd-speler of laptop. Er zijn echter ook FM-transmitters die gebruik kunnen of moeten maken van een andere audio-uitgang, zoals de dock-aansluiting van een iPod.
FM-transmitters zijn meestal voorzien van een eigen stroomvoorziening met batterijen, maar kunnen ook vaak worden aangesloten op de 12 volt-voorziening van een auto. Sommige FM-transmitters maken gebruik van de stroomvoorziening van de mp3-speler.
Het uitgezonden vermogen van een FM-transmitter is laag, waardoor het bereik van de FM-transmitter voor een goede ontvangst beperkt blijft tussen 10 en 40 meter. Ondanks het lage zendvermogen is het in veel landen formeel (nog) niet toegestaan om zonder vergunning op de FM-band uit te zenden. In Nederland is het gebruik van FM-transmitters sinds januari 2008 toegestaan, mits geen storing veroorzaakt wordt. 
Voor een betrouwbare ontvangst van de FM-transmitter op bijvoorbeeld de autoradio, dient de gebruiker gebruik te maken van een vrije frequentie in de FM-band. Welke frequentie is geheel afhankelijk van de omgeving waarin de FM-transmitter wordt gebruikt. Een geschikte frequentie kan eenvoudig worden uitgezocht via lijsten van uitgegeven FM-frequenties aan landelijke, regionale en plaatselijke zenders. Deze lijsten kunnen worden gevonden op internet. Het is echter raadzaam om de frequenties van de landelijke- en regionale zenders te mijden, daar deze zo krachtig zijn dat deze het signaal van de FM-transmitter eenvoudig wegdrukken. Ondanks goede voorbereidingen, kan het echter ook voorkomen dat de ontvangst van de FM-transmitter te wensen overlaat als gevolg van interferentie van onbekende zenders zoals radar en mobiele telefonie.